# Neuromelanina

5,6-di-hidroxi-indole, o monômero a partir do qual são formados polímeros de neuromelanina.

Neuromelanina (NM) é um pigmento escuro encontrado no cérebro, estruturalmente relacionado a melanina.  É um polímero de monômeros 5,6-di-hidroxi-indole. Neuromelanina é encontrada em grandes quantidades em células catecolaminérgicas da substantia nigra pars compacta e locus coeruleus, dando uma cor escura às estruturas.